# 後正武
後正武（うしろ まさたけ、1942年3月8日 - ）は、日本の経営コンサルタント。東京マネジメントコンサルタンツ代表取締役。

## 略歴
東京大学法学部卒業、ハーバード大学Master of Business Administration。富士製鐵、新日本製鐵、マッキンゼー・アンド・カンパニー、ベイン・アンド・カンパニー取締役副社長／日本支社長を経て、1995年東京マネジメントコンサルタンツを設立し現職。

## 家族
実父は、緬甸方面軍後方担当参謀であった後勝（陸軍少佐＜陸士48期・陸大57期＞・戦後東洋紙業副社長・最高顧問を歴任）。

## 著書
- 経営参謀が明かす論理思考と発想の技術（1998年12月、プレジデント社）ISBN 978-4833416641
- 意思決定のための「分析の技術」―最大の経営成果をあげる問題発見・解決の思考法（1998年12月1日、ダイヤモンド社）ISBN 978-4478372609
- 経営参謀の発想法（2005年7月1日、PHP研究所）ISBN 978-4569664132
- 経営参謀が明かす 論理思考と発想の技術（2006年3月1日、PHP研究所）ISBN 978-4569666198
- わかる、使える「論理思考」の本（2010年2月16日、PHP研究所）ISBN 978-4569776569
- 伝説のコンサルタントが教える あまりにやさしい会計の本（2012年9月7日、ダイヤモンド社）ISBN 978-4478012345